# Hieracium ecuadoriense
Hieracium ecuadoriense es una especie de planta con flor del género Hieracium, de la familia Asteraceae, orden Asterales.

## Distribución
Hieracium ecuadoriense se distribuye por Ecuador.

## Taxonomía
Fue descrita científicamente por Arv. ex Peter. Fue publicada en H.G.A.Engler & K.A.E.Prantl, Nat. Pflanzenfam.